# AVN Best New Starlet Award
De AVN Best New Starlet Award is een prijs van het Amerikaanse tijdschrift Adult Video News. Hij wordt elk jaar in januari uitgereikt tijdens de AVN Awards ceremonie in Las Vegas, aan de pornoactrice die de grootste hoeveelheid potentieel en kwaliteit heeft getoond tijdens haar eerste jaar in de industrie.

## Ontvangers
| Jaar          | Afbeelding  | Winnaar            | Genomineerden |
| ------------- | ----------- | ------------------ | --- |
| 1984          |             | Rachel Ashley      | |
| 1985          |             | Ginger Lynn        | |
| 1986          |             | Angel              | |
| 1987          |             | Barbara Dare       | |
| 1988          |             | Samantha Strong    | |
| 1989          |             | Aja                | |
| 1990 (gelijk) |             | Victoria Paris     | |
| 1990 (gelijk) | Tori Welles |                    | |
| 1991          |             | Jennifer Stewart   | |
| 1992          |             | Savannah           | |
| 1993          |             | Alex Jordan        | Chrissy Ann Nikki Dial Kiss Tiffany Million Tiffany Mynx Kelly O'Dell Alicia Rio |
| 1994          |             | Shayla LaVeaux     | |
| 1995          |             | Kylie Ireland      | |
| 1996          |             | Jenna Jameson      | |
| 1997          |             | Missy              | |
| 1998          |             | Johnni Black       | |
| 1999          |             | Alisha Klass       | Nikki Anderson Jessica Darlin Dee Elena Katie Gold Malitia Mocha Samantha Stylle Shelbee Myne Stryc-9 Temptress Inari Vachs |
| 2000          |             | Bridgette Kerkove  | Anastasia Blue Jewel De'Nyle India Katja Kean Leanni Lei Bunny Luv Barrett Moore Sonja Redd Regan Starr Sydnee Steele Vivian Valentine |
| 2001          |             | Tera Patrick       | Alexa Cassidey Ryan Conner Dayton Rains Jessica Drake Tasha Hunter Miko Lee Lola Heather Lyn Tiffany Mason McKayla Matthews |
| 2002          |             | Violetta Blue      | Meriesa Arroyo Calli Cox Kate Frost Haven Logan LaBrent Justine Romee Stevie Monica Sweetheart Zana |
| 2003          |             | Jenna Haze         | Sunrise Adams Aria Giovanni Hannah Harper Jewels Jade Jassie Kimmie Kahn Carmen Luvana Katie Morgan Tawny Roberts Avy Scott Judy Star Shyla Stylez Felix Vicious Lezley Zen                                                                              |
| 2004          |             | Stormy Daniels     | Ashley Blue Mary Carey Cindy Crawford Daisy Marie Alaura Eden Jesse Jane Kaylani Lei Nina Mercedez Ander Paige Lauren Phoenix Crystal Ray Rachel Rotten Simone Bella-Marie Wolf                                                                          |
| 2005          |             | Cytherea           | Audrey Hollander Nicki Hunter Katrina Kraven Christie Lee Jennifer Luv Missy Monroe Gia Paloma Teagan Presley Lily Thai Lucy Thai Nautica Thorn Dana Vespoli Vicky Vette Dani Woodward                                                                   |
| 2006          |             | McKenzie Lee       | Lori Alexia Joanna Angel Jasmine Byrne Courtney Cummz Brooke Haven Jenaveve Jolie Sunny Lane Tory Lane Vanessa Lane Trina Michaels Keri Sable Hillary Scott Taryn Thomas Kelly Wells                                                                     |
| 2007          |             | Naomi              | Alektra Blue Sasha Grey Lacie Heart Gianna Lynn Candy Manson Riley Mason Michelle Maylene Stefani Morgan Jenna Presley Kirsten Price Amy Ried Ava Rose Mia Rose Charlotte Stokely                                                                        |
| 2008          |             | Bree Olson         | Alexis Love Alexis Texas Ashlynn Brooke Audrey Bitoni Casey Parker Lela Star Lorena Sanchez Maya Hills Natasha Nice Paulina James Renae Cruz Shay Jordan Tera Wray Veronique Vega Alana Leigh                                                            |
| 2009          |             | Stoya              | Lexi Belle Tori Black Chayse Evans Jaelyn Fox Jayden Jaymes Nikki Jayne Jayme Langford Jandi Lin Meggan Mallone Priya Rai Faye Reagan Ryder Skye Missy Stone Angelina Valentine                                                                          |
| 2010          |             | Kagney Linn Karter | Asa Akira Britney Amber Angelina Armani Kiara Diane London Keyes Tanner Mayes Nicole Ray Emy Reyes Natalia Rossi Aryana Starr Riley Steele Janie Summers Brynn Tyler Sadie West                                                                          |
| 2011          |             | Gracie Glam        | Brooke Lee Adams Raven Alexis Briana Blair Amy Brooke Danica Dillan Alexis Ford Tara Lynn Foxx Allie Haze Amia Miley Mallory Rae Murphy Chanel Preston Ashlyn Rae Katie St. Ives Jennifer White                                                          |
| 2012          |             | Brooklyn Lee       | Abella Anderson Jessie Andrews Aiden Ashley Bethany Benz Lily Carter Skin Diamond Ash Hollywood BiBi Jones Jynx Maze Holly Michaels Selena Rose Samantha Saint Lexi Swallow Lizz Tayler Zoe Voss                                                         |
| 2013          |             | Remy LaCroix       | Anikka Albrite Dani Daniels Ana Foxxx Kendall Karson Tessa Lane Leilani Leeane Adrianna Luna Melina Mason Cassandra Nix Maddy O'Reilly Penny Pax Riley Reid Jessie Rogers Bonnie Rotten Stevie Shae Siri Trinity St. Clair Christie Stevens Karina White |
| 2014          |             | Mia Malkova        | A.J. Applegate Casey Calvert Teal Conrad Dillion Harper Melody Jordan Kennedy Leigh Christy Mack Zoey Monroe Raven Rockette Jessa Rhodes Rikki Sixx Cindy Starfall Natalia Starr Jodi Taylor                                                             |
| 2015          |             | Carter Cruise      | August Ames Carmen Caliente Misha Cross Aidra Fox Keisha Grey Janice Griffith Chanell Heart Jillian Janson Katerina Kay Belle Knox Ariana Marie Scarlet Red Samantha Rone Dakota Skye                                                                    |
| 2016          |             | Abella Danger      | Aria Alexander Bella Bellz Marley Brinx Kate England Karlee Grey Katrina Jade Peta Jensen Cassidy Klein Morgan Lee Rachael Madori Keira Nicole Jade Nile Megan Rain Kissa Sins                                                                           |
| 2017          |             | Holly Hendrix      | Kimmy Granger Alex Grey Elsa Jean Jojo Kiss Katy Kiss Lyra Law Melissa Moore Kira Noir Anya Olsen Gia Paige Piper Perri Adria Rae Lana Rhoades Gina Valentina                                                                                            |
| 2018          |             | Jill Kassidy       | Arya Fae Honey Gold Eliza Jane Elena Koshka Riley Nixon Giselle Palmer Lena Paul Bella Rose Sofi Ryan Scarlett Sage Chloe Scott Kristen Scott Violet Starr Whitney Wright                                                                                |
| 2019          |             | Ivy Wolfe          | Gia Derza Hannah Hays Eliza Ibarra Ella Knox Tana Lea Alina Lopez Hime Marie Nia Nacci Kenzie Reeves Karma Rx Nicolette Shea Kendra Spade Jane Wilde Emily Willis                                                                                        |
| 2020          |             | Gianna Dior        | Vanna Bardot Gabbie Carter Kiara Cole Keira Croft Autumn Falls Athena Faris Aria Lee Lacy Lennon Lexi Lore Izzy Lush Paige Owens Danni Rivers Vina Sky Naomi Swann                                                                                       |
| 2021          |             | Scarlit Scandal    | Adira Allure Jewelz Blu Avery Cristy Brooklyn Gray Kiarra Kai Sky Pierce Natalie Porkman LaSirena69 Bella Rolland Jessie Saint Lana Sharapova Savannah Sixx Alexis Tae Skylar Vox                                                                        |
| 2022          |             | Blake Blossom      | Alina Ali Gizelle Blanco Anna Claire Clouds Destiny Cruz Kayley Gunner Lily Larimar Coco Lovelock Maddy May April Olsen Freya Parker Kylie Rocket Sera Ryderv Maya Woulfe Angel Youngs                                                                   |
| 2023          |             | Charly Summer      | Kenzie Anne Braylin Bailey Armani Black Nicole Doshi Tommy King Nicole Kitt Rory Knox Kay Lovely Leana Lovings Bunny Madison Xxlayna Marie Madison Summers Aria Valencia Slimthick Vic                                                                   |
| 2024          |             | Chanel Camryn      | Scarlett Alexis Katrina Colt Demi Hawks Molly Little Mina Luxx Emma Magnolia Hailey Rose Jennie Rose Willow Ryder Queenie Sateen Lily Starfire Melissa Stratton Chloe Surreal Summer Vixen                                                               |